# The Fishing Industry
The Fishing Industry è un cortometraggio muto del 1906. Non si conosce né il nome del regista né quello dell'operatore.

## Produzione
Il film fu prodotto dalla Hepworth.

## Distribuzione
Distribuito dalla Hepworth, il film - un documentario - uscì nelle sale cinematografiche britanniche nel 1906. Nel 1907, la Williams, Brown and Earle lo distribuì anche negli Stati Uniti.
Si conoscono pochi dati del film che, prodotto dalla Hepworth, fu distrutto nel 1924 dallo stesso produttore, Cecil M. Hepworth. Fallito, in gravissime difficoltà finanziarie, il produttore pensò in questo modo di poter almeno recuperare il nitrato d'argento della pellicola.